# 多格形
在趣味數學中，多格形是通過將相同的多邊形連接在一起而構成的平面圖形。多格形組成的單元通常是（但不一定是）一個簡單凸多邊形，例如正方形或正三角形。下表給出了由特定簡單多邊形產生的多邊形的更具體名稱。例如，正方形多格形會產生眾所周知的多格骨牌。

## 連接規則
將多邊形連接在一起的規則可能會有所不同，因此必須針對每種不同類型的多格形進行說明。但是，通常以下規則適用：
- 兩個多邊形只能沿一條公共邊連接，並且必須共享整條邊。
- 沒有兩個多邊形可以重疊。
- 必須是單連通圖形，斷開連接的多邊形的配置不符合多格形的定義。
- 不對稱多格形的鏡像不認為是另一種的多格形（多格形是「雙面」的）。

## 推廣
多格形體也可以是更高的維度。在三維空間中，簡單多面體可以沿全等面連接，立方體以這種方式會產生多立方體。
一個可以允許多個多邊形。除非提出了額外的要求，否則可能性是如此之多，以至於該練習似乎毫無意義。例如，彭羅斯（Penrose）瓷磚定義了連接邊緣的額外規則，從而產生了具有五邊形對稱性的有趣多格形體。
當基本形式是平鋪平面的多邊形時，規則1可能不適用。例如，正方形可以在頂點以及在邊緣處正交地連接，以形成多格骨牌或偽多格骨牌。
| 邊數 | 多邊形 | 多邊形            | 鑲嵌圖           | 多格形              | 應用                                                               |
| ---- | ------ | ----------------- | ---------------- | ------------------- | ------------------------------------------------------------------ |
| 2    |        | 線段              |                  | 多線段              |                                                                    |
| 3    |        | 正三角形          | 正三角形鑲嵌     | 多正三角形          |                                                                    |
| 3    |        | 30°-60°-90°三角形 | 四角化菱形鑲嵌   | 多30°-60°-90°三角形 | 艾特爾尼提拼圖，天台秀                                             |
| 3    |        | 等腰直角三角形    | 四角化正方形鑲嵌 | 多等腰直角三角形    |                                                                    |
| 4    |        | 正方形            | 正方形鑲嵌       | 多格骨牌            | 五格骨牌，俄羅斯方塊，龍博士，數聯，天台秀，數波，數拼，數牆，數獨 |
| 4    |        | 菱形              | 菱形鑲嵌         | 多菱形              |                                                                    |
| 6    |        | 正六邊形          | 正六邊形鑲嵌     | 多六邊形            |                                                                    |